# Pierre Braun
Pierre Braun (?), was een Luxemburgs politicus.

## Biografie
Pierre Braun was commissaris van het district Luxemburg. Van 9 januari 1910 tot 3 maart 1915 was hij directeur-generaal (dat wil zeggen minister) van Binnenlandse Zaken in het vijfde kabinet-Eyschen. Onder zijn ministerschap kwam de schoolwet van 1912 tot stand. Door deze schoolwet werd het lesgeld afgeschaft, waardoor het onderwijs gratis werd. Daarnaast werd het vak Luxemburgs verplicht gesteld en werd de leerplicht van zeven jaar ingevoerd. De schoolwet voorzag ook in de verdere terugdringing van het rooms-katholieke geloof in het onderwijs. De aanname van de schoolwet (10 juli 1912) leidde tot spanningen tussen kerk en staat die pas in 1921 werden beëindigd.
Pierre Braun was na zijn ministerschap lid van de Staatsraad (Conseil d'État) (8 maart 1915).

## Verwijzingen
1. ↑  http://www.legilux.public.lu/leg/a/archives/1910/0031101/0031101.pdf
2. ↑  http://www.legilux.public.lu/leg/a/archives/1924/0271406/0271406.pdf
3. ↑  http://www.legilux.public.lu/leg/a/archives/1915/0180403/0180403.pdf